# Nederlands visserijregister

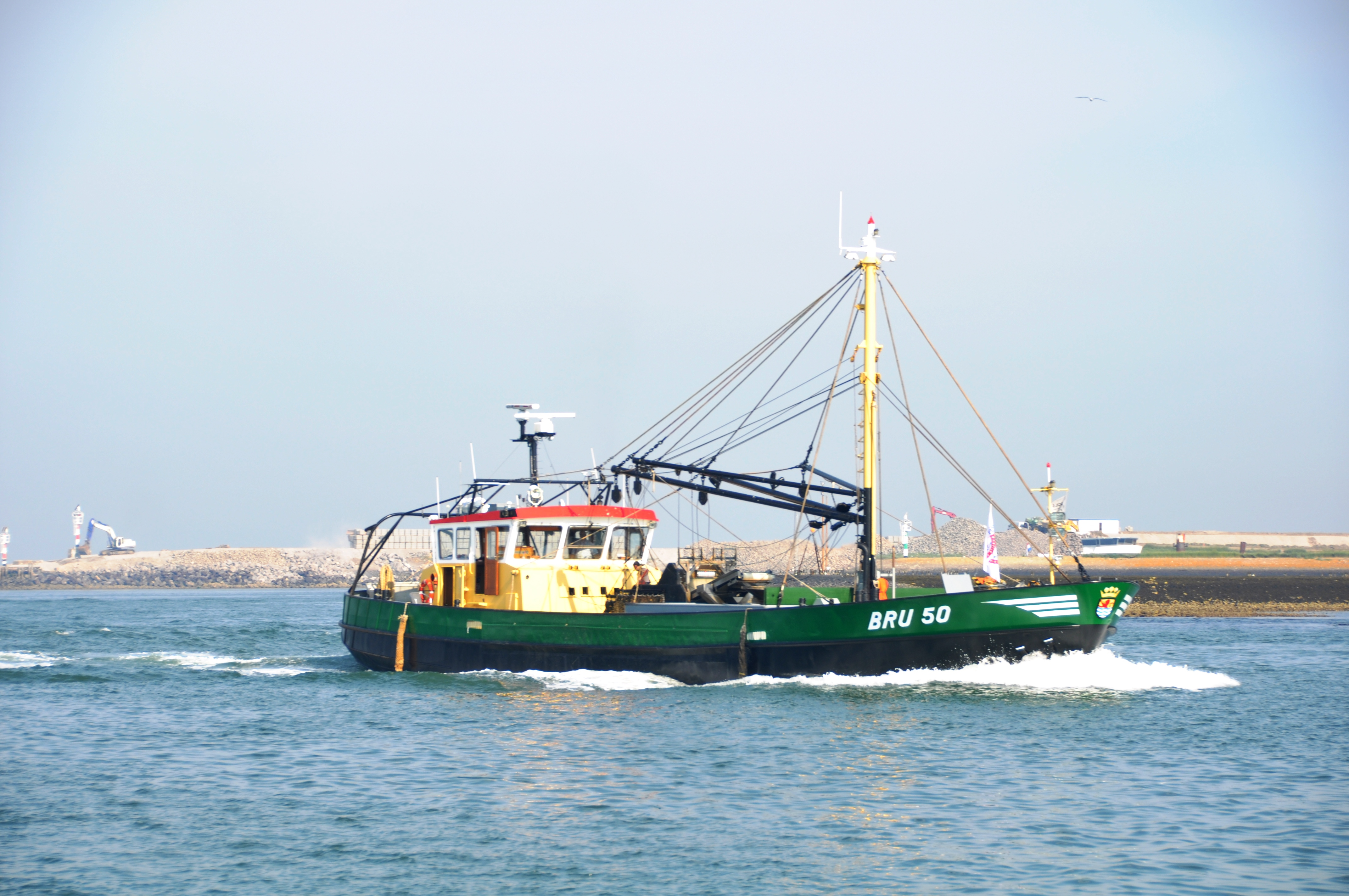
De BRU 50 WISSELVALLIGHEID uit 1919 die in het register is opgenomen

Het Nederlands visserijregister is een register van de Nederlandse overheid waarin de Nederlandse visserschepen zijn opgenomen. De grondslag voor het register is te vinden in het Besluit registratie vissersvaartuigen 1998 
In het register worden de vissersvaartuigen ingeschreven onder vermelding van hun thuishaven, de overige gegevens, bedoeld in bijlage II van Verordening (EG) nr. 26/2004 van de Commissie van de Europese Gemeenschappen van 30 december 2003 betreffende het communautaire gegevensbestand over de vissersvloot (PbEU L 5) en andere gegevens waarvan de minister vermelding noodzakelijk acht op grond van communautaire verplichtingen.
De vermelding start met het indienen van een aanvraag.
Er wordt slechts één type vaartuig als keuze gesteld:
- Garnalenvaartuig
- Boomkorvaartuig
- Staande nettenvaartuig
- IJsselmeervaartuig
- Eurokotter
- Fly-shooter
- Twin-rigger
- Schelpdiervaartuig
- Hektrawler

De schepen zelf zijn te vinden in de Gids van vissersvaartuigen, een overzicht van Nederlandse plaatsen met een visserijhaven en namen en nummers van vissersvaartuigen. Lettercode van de thuishaven geeft een overzicht van de gebruikte lettercodes.